# Rebecca Ferguson (attrice)
Rebecca Louisa Ferguson Sundström (Stoccolma, 19 ottobre 1983) è un'attrice svedese.

## Biografia
Nata e cresciuta a Stoccolma, è figlia di padre svedese, Olov Sundström, e madre inglese, Rosemary Ferguson, trasferitasi in Svezia all'età di 25 anni. Educata come bilingue, dall'età di 13 anni ha iniziato a lavorare come modella e attrice, comparendo su riviste e in spot pubblicitari. Ha frequentato la Adolf Fredriks Musikklasser di Stoccolma, terminando gli studi nel 1999 dopo la fine dell'obbligo scolastico.
Ha esordito interpretando il ruolo di Anna Gripenhielm nella soap opera svedese Nya tider dal 1999 al 2000. Nel 2004 ha un ruolo secondario nell'horror Drowning Ghost - Oscure presenze, dove viene accreditata come Rebecka Ferguson. Incerta se continuare o meno la propria carriera d'attrice, Ferguson si mantiene per un certo periodo lavorando di volta in volta in un asilo nido, come babysitter, nel personale di una gioielleria, di un negozio di scarpe e di un ristorante coreano. Insegna per alcuni anni tango argentino in una compagnia di danza a Lund, apparendo nel frattempo in alcuni cortometraggi.
La svolta arriva nel 2013, quando ricopre il ruolo principale di Elisabetta Woodville nella serie televisiva britannica The White Queen, tratta dalla serie di romanzi di Philippa Gregory. Per la sua interpretazione Ferguson viene candidata ai Golden Globe come miglior attrice in una mini-serie o film per la televisione. Dopo The White Queen ottiene ruoli in film hollywoodiani come Hercules: il guerriero e Mission: Impossible - Rogue Nation. Nell'agosto del 2015 la rivista Variety la include nella propria lista annuale dei dieci attori emergenti da tenere d'occhio. L'anno seguente, appare in Florence di Stephen Frears al fianco di Meryl Streep e ne La ragazza del treno con Emily Blunt.
Nel 2017 è protagonista del thriller fantascientifico Life - Non oltrepassare il limite, apparendo inoltre nel poliziesco L'uomo di neve con Michael Fassbender e nel musical The Greatest Showman con Hugh Jackman, dove è la cantante lirica svedese Jenny Lind. Riprende il suo ruolo in Mission: Impossible - Fallout nel 2018 e in Mission: Impossible - Dead Reckoning nel 2023. Nel 2019 interpreta tre antagonisti sul grande schermo: Morgana ne Il ragazzo che diventerà re, l'aliena Riza Stavros in Men in Black: International e Rose Cilindro in Doctor Sleep. Nel 2021 è co-protagonista nei panni di Lady Jessica del fantascientifico Dune diretto da Denis Villeneuve, ruolo in cui apparirà anche nel seguito Dune - Parte due, uscito nel 2024.

### Vita privata
Vive a Richmond upon Thames con il marito Rory, conosciuto nel 2015 e sposato nel dicembre 2018, con cui ha avuto una figlia nel maggio del 2018. Ha un altro figlio nato da una precedente relazione nel 2007.

## Filmografia

### Cinema
- Drowning Ghost - Oscure presenze (Strandvaskaren), regia di Mikael Håfström (2004)
- En enkel till Antibes, regia di Richard Hobert (2011)
- Vi, regia di Mani Maserrat Agah (2013)
- Hercules - Il guerriero (Hercules), regia di Brett Ratner (2014)
- Mission: Impossible - Rogue Nation, regia di Christopher McQuarrie (2015)
- La spia russa (Despite the Falling Snow), regia di Shamim Sarif (2016)
- Florence (Florence Foster Jenkins), regia di Stephen Frears (2016)
- La ragazza del treno (The Girl on the Train), regia di Tate Taylor (2016)
- Life - Non oltrepassare il limite (Life), regia di Daniel Espinosa (2017)
- L'uomo di neve (The Snowman), regia di Tomas Alfredson (2017)
- The Greatest Showman, regia di Michael Gracey (2017)
- Mission: Impossible - Fallout, regia di Christopher McQuarrie (2018)
- Il ragazzo che diventerà re (The Kid Who Would Be King), regia di Joe Cornish (2019)
- Men in Black: International, regia di F. Gary Gray (2019)
- Doctor Sleep, regia di Mike Flanagan (2019)
- Frammenti dal passato - Reminiscence (Reminiscence), regia di Lisa Joy (2021)
- Dune, regia di Denis Villeneuve (2021)
- Mission: Impossible - Dead Reckoning, regia di Christopher McQuarrie (2023)
- Dune - Parte due (Dune: Part Two), regia di Denis Villeneuve (2024)

### Televisione
- Nya tider – serial TV, 54 puntate (1999-2000)
- Ocean Ave. – serie TV, episodio 1x05 (2002)
- Il commissario Wallander (Wallander) – serie TV, episodio 1x01 (2008)
- Der Kommissar und das Meer – serie TV, episodio 1x13 (2013)
- The White Queen, regia di James Kent, Jamie Payne e Colin Teague – miniserie TV (2013)
- La tenda rossa (The Red Tent), regia di Roger Young – miniserie TV (2014)
- Silo – serie TV, 20 episodi (2023-in corso)

## Riconoscimenti
- Golden Globe
  - 2014 – Candidatura alla miglior attrice in una mini-serie o film per la televisione per The White Queen
- Critics' Choice Awards
  - 2016 – Candidatura alla miglior attrice in un film d'azione per Mission Impossible – Rogue Nation
- Critic's Choice Super Awards
  - 2022 – Migliore attrice in un film di fantascienza per Dune
  - 2024 – Migliore attrice in un film d'azione per Mission: Impossible - Dead Reckoning
- Empire Awards
  - 2016 – Candidatura alla miglior attrice esordiente per Mission: Impossible – Rogue Nation
- Satellite Awards
  - 2024 – Candidatura alla migliore attrice in una serie drammatica per Silo
- Saturn Awards
  - 2021 – Candidatura alla migliore attrice in un film  per Doctor Sleep
  - 2024 – Candidatura alla migliore attrice in una serie per Silo

## Doppiatrici italiane
Nelle versioni in italiano delle opere in cui ha recitato, Rebecca Ferguson è stata doppiata da:
- Gaia Bolognesi in Mission: Impossible - Rogue Nation, Florence, Life - Non oltrepassare il limite, L'uomo di neve, Mission: Impossible - Fallout, Doctor Sleep, Frammenti dal passato - Reminiscence, Dune, Mission: Impossible - Dead Reckoning, Silo, Dune - Parte due
- Valentina Favazza in La ragazza del treno, The Greatest Showman
- Gilberta Crispino in Drowning Ghost - Oscure presenze
- Barbara De Bortoli in The White Queen
- Monica Ward in Hercules - Il guerriero
- Domitilla D'Amico ne La tenda rossa
- Ludovica Marineo in La spia russa
- Chiara Gioncardi in Il ragazzo che diventerà re
- Daniela Calò in Men in Black: International